# Комплекс инфериорности
Комплекс ниже вредности или комплекс инфериорности је претерано снажно, неразумно, нереално и неконструктивно потцењивање сопствених способности и вредности. Адлер је посебно истицао „комплекс ниже вредности” којим је објашњавао многе психопатолошке појаве. На настанак комплекса ниже вредности утичу идеје, емоције и ставови који на патолошки начин истичу неке телесне мане, неадекватно породично васпитање, низак социјални статус породице или неразвијене менталне способности.